# Solanum juzepczuckii
Solanum juzepczuckii är en potatisväxtart som beskrevs av Sergej Sergei Mikhailovich Bukasov. Solanum juzepczuckii ingår i släktet skattor som ingår i familjen potatisväxter. Inga underarter finns listade i Catalogue of Life.